# Riftforce
Riftforce ist ein Kartenspiel des Spieleautors Carlo Bortolini für zwei Spieler aus dem Jahr 2021. Das Spiel erschien bei dem Verlag  1 More Time Games und wurde international von mehreren weiteren Verlagen herausgegeben. In dem Spiel kontrollieren die beiden Spieler jeweils vier Gilden, zu denen je ein Beschwörer und neun Elementare gehören, mit denen sie gegeneinander antreten. Das Spiel gelangte 2021 auf die Empfehlungsliste des Kennerspiel des Jahres und wurde auf Platz 5 des À-la-carte-Kartenspielpreises gewählt.

## Thema und Ausstattung
Riftforce ist ein strategisches Kartenspiel für zwei Personen, bei dem die Spieler jeweils Gilden aus vier Beschwörern mit insgesamt 36 Elementaren kontrollieren und gegeneinander antreten lassen. Mit diesen Allianzen verteidigen sie ihre Position um die „Riftforce“, eine Energiequelle aus den Rissen der Erde. Sie versuchen jeweils, die gegnerischen Elementare durch die jeweiligen Eigenschaften der Beschwörer zu zerstören und so die fünf Orte entlang des Rifts zu kontrollieren. Das Spielmaterial besteht aus zehn Gilden-Kartensets mit je einem Beschwörer und neun Elementaren mit den Werten 5 bis 7, fünf Ortskarten und zwei Karten mit der Punktezählung, die den Rift darstellen, drei Übersichtskarten sowie insgesamt 28 Plättchen, davon 25 Schadensmarker, zwei Riftforce-Anzeiger und ein Startanzeiger.

## Spielweise
Zur Vorbereitung wird aus den Ortskarten und den beiden Punktezählern der „Rift“ in der Tischmitte ausgelegt. Jeder der beiden Spieler bekommt einen Riftforce-Marker und wählt je vier Gilden aus, von denen er die entsprechenden Beschwörer und Elementare bekommt. Derjenige, der mit der Auswahl beginnt, bekommt zudem den Startmarker. Die Schadensmarker werden neben den Rift gelegt.
Die beiden Spieler legen ihre vier Beschwörer auf ihrer Seite des Rift offen aus und mischen ihre 36 Elementarkarten, die als verdeckter Nachziehstapel abgelegt werden. Danach ziehen sie je sieben Elementarkarten auf die Hand, der Spieler ohne Startmarker legt danach die oberste Karte seines Nachziehstapels an den mittleren der fünf Orte auf seiner Seite des Rifts offen aus. Die Spieler spielen nun gegeneinander und führen abwechselnd je einen Zug aus. Dabei dürfen sie entweder bis zu drei Elementare ausspielen, bis zu drei Elementare aktivieren oder eine Wertung durchführen:
- Möchte ein Spieler Karten ausspielen, wählt er aus seiner Kartenhand bis zu drei Karten, die entweder der gleichen Elementargruppe angehören oder den gleichen Wert haben. Diese Karten dürfen dann entweder an bis zu drei benachbarten Orten mit je einer Karte oder gemeinsam an einem Ort ausgespielt werden. Dabei werden die jeweils neuen Karten an evtl. bereits ausliegende Karten angelegt.
- Möchte ein Spieler seine Karten aktivieren, muss er zuerst einen Elementar aus seiner Hand abwerfen. Danach darf er bis zu drei Elementare seiner Auslage am Rift aktivieren, die entweder das gleiche Symbol haben oder den gleichen Wert. Bei der Aktivierung der Elementare werden bei jeder aktivierten Karte die Fähigkeiten des jeweils zugehörigen Beschwörers ausgeführt. Dabei können dann bsp. Schadenspunkte vergeben oder eigene oder gegnerische Karten am Rift bewegt werden. Sobald Schaden verteilt wird, wird dieser mit Schadensmarkern markiert; übersteigt die Anzahl der Schadensmarker den Wert einer Karte, ist dieser Elementar zerstört und wird abgelegt.
- Als dritte Aktionsmöglichkeit kann ein Spieler die Machtverhältnisse überprüfen und Karten nachziehen. Er überprüft, ob er einzelne Orte kontrolliert, wobei als kontrollierte Orte diejenigen gelten, an denen nur er mindestens einen Elementar liegen hat und sich kein gegnerischer Elementar befindet. Für einen kontrollierten Ort bekommt der Spieler einen Punkt auf der Punkteleiste. Nach der Kontrolle zieht er Karten von seinem Nachziehstapel nach, bis er wieder sieben Handkarten hat.

Das Spiel endet, sobald ein Spieler mindestens 12 Riftforce-Punkte erreicht hat. Hat der Spieler das Spiel begonnen, darf der Gegner noch eine Aktion durchführen. Gewinner ist der Spieler mit den meisten Riftforce-Punkten, bei einem Gleichstand wird weitergespielt, bis ein Spieler mehr Punkte hat.

## Ausgaben
Das Spiel wurde von dem Spieleautor Carlo Bortolini entwickelt und erschien 2021 bei dem österreichischen Spieleverlag 1 More Time Games in einer deutsch/englischen Version, die über eine erfolgreiche Kampagne bei Kickstarter finanziert wurde. Zusätzlich erschienen zusammen mit mehreren Partnerverlagen mehrere unterschiedliche Sprachversionen. So erschien eine deutsche Version zusammen mit Asmodee, eine englische Version bei Capstone Games, eine spanische mit Maldito Games, eine französische bei La Boîte de Jeu, eine niederländische bei White Goblin Games und eine italienische bei Playagame Edizioni.
Das Spiel gelangte 2021 auf die Empfehlungsliste des Kennerspiel des Jahres und wurde auf Platz 5 des À-la-carte-Kartenspielpreises gewählt. Die Jury zum Kennerspiel des Jahres begründet die Empfehlung wie folgt:

„Das in seinen Regeln sehr einfache Kartenspiel zieht seine taktische Tiefe aus den unterschiedlichen Fähigkeiten der zehn Elementare, von denen uns jeweils nur vier pro Partie zur Verfügung stehen. Aus den vielen möglichen Kombinationen erwächst die Motivation, immer wieder neue Zusammensetzungen auszuprobieren. „Riftforce“ ist ein schneller Schlagabtausch, bei dem das richtige Timing und die clevere Positionierung am Riss über Sieg und Niederlage entscheiden.“

## Belege
1. 1 2 3 4 5  Spieleanleitung Riftforce. 1 More Time Games/Asmodee, 2021.
2. ↑  Riftforce auf kickstarter.com; abgerufen am 21. Mai 2022.
3. ↑  Versionen von Riftforce in der Spieledatenbank BoardGameGeek (englisch); abgerufen am 21. Mai 2022.
4. 1 2  Riftforce auf der Website des Spiel des Jahres e.V.; abgerufen am 21. Mai 2022.
5. ↑  À-la-carte-Kartenspielpreis auf fairplay-online.de; abgerufen am 21. Mai 2022.